# Tesserodon pilicrepus
Tesserodon pilicrepus là một loài bọ cánh cứng trong họ Bọ hung (Scarabaeidae).